# Бат-Очирын Болортуяа
Бат-Очирын Болортуяа (монг. Болортуяатай Бат-Очирын; род. 15 мая 1997, Ховд) — монгольская спортсменка, борец вольного стиля, призёр чемпионата мира 2019 года.

## Биография
Родилась в 1997 году. С 2017 года выступает на международных соревнованиях по борьбе. В 2019 году завоевала бронзовую медали чемпионата Азии среди спортсменов не старше 23-х лет. На предолимпийском чемпионате планеты в Казахстане в 2019 году в весовой категории до 55 кг, Бат-Очирын завоевала бронзовую медаль.